# Pozo Llamas
El pozo Llamas o pozo Ablaña[cita requerida] es una antigua explotación minera situada en las cercanías de Ablaña, en el municipio asturiano de Mieres (España).

## Historia
Desde el siglo XIX, la empresa minera Llamas tenía varias minas de montaña en la zona. En el año 1941 profundiza el poco vertical conocido como San José. En 1944 es adquirido por la empresa minero metalúrgica cántabra Nuevo Quijano, que aumenta la profundidad del pozo y cambia el castillete por uno mayor en 1954. En 1967 once mineros se encerraron en el interior, a lo que le siguieron varios paros en la comarca en solidaridad con ellos. Ese mismo año se integra en la empresa pública Hunosa. En 1987 cesó por completo su actividad y fue entonces utilizado durante unos años más como pozo de ventilación del San Nicolás. 

### Patrimonio
La mina Llamas conserva únicamente el castillete, la casa de máquinas y la torre de ventilación. La casa de máquinas, de estilo funcional, conserva parte de la maquinaria. El castillete, en estado de abandono, constituye un caso excepcional en las torres de este tipo en Asturias. Fue fabricado en la Fábrica de Mieres[cita requerida] (el anterior fue vendido a Ensidesa). Está construido con remaches, no con soldado, que crean curiosas celosías. Lo que le hace diferente son sus apoyos. Su estructura vertical tiene sólo dos pies en vez de cuatro, a los que se suman otros dos de apoyo. Además, los cables circulan por delante de la estructura. 
El castillete se encuentra en el Inventario Cultural del Principado desde 2013.